# Беспалый, Борис Яковлевич
Борис Яковлевич Беспалый (25.05.1953-17.10.2022) — украинский политический деятель, депутат Верховной рады (1998—2007).
Родился в г. Ирпень Киевской области.
В 1970—1972 гг. после окончания школы работал на комбинате «Прогресс». В 1972—1974 гг. служил в армии.
В 1979 году окончил физико-математический факультет Киевского педагогического института, работал учителем математики в Киевской средней школе № 21.
- 1981—1989 инженер, старший инженер-математик, начальник бюро информационно-вычислительного центра Киевского государственного университета;
- 1989—1990 заведующий бюро программирования объединения «Элекс»;
- 1990—1993 главный конструктор СКБ «Киев»;
- 1993—1996 главный программист НПО «Итек»;
- 1996—1998 заведующий политическим отделом секретариата Народно-демократической партии Украины;
- 1998—2007 депутат Верховной Рады Украины.

Партийная принадлежность:
- 1990—1991 Либерально-демократическая партия Украины;
- 1991—1996 Партия демократического возрождения Украины (председатель Киевской областной организации);
- 1996—1999 Народно-демократическая партия Украины (член политсовета);
- 1999—2001 Партия «Реформы и Порядок» (член правления).

С 2001 г. формально беспартийный. Затем состоял в партии «Наша Украина», вышел из неё 4 июня 2007 года в знак несогласия с решением НУ добиться роспуска Верховной рады путем сложения депутатских полномочий.
В 2004—2005 гг. доверенное лицо Виктора Ющенко — кандидата в президенты. С 5 марта 2005 по 9 октября 2006 года внештатный советник президента Ющенко.
Награждён орденом «За заслуги» III степени (2005).